# Meersbeek
El Meersbeek és un riu a la província de Flandes Occidental de Bèlgica que neix a Sijsele i que desemboca al Sint-Trudoledeken al nucli d'Assebroek a Brugge. Canvia tres vegades de nom: des del naixement a Sijsele es diu Dorpsbeek, a Oedelem Waterloop i a Assebroek Meersbeek.

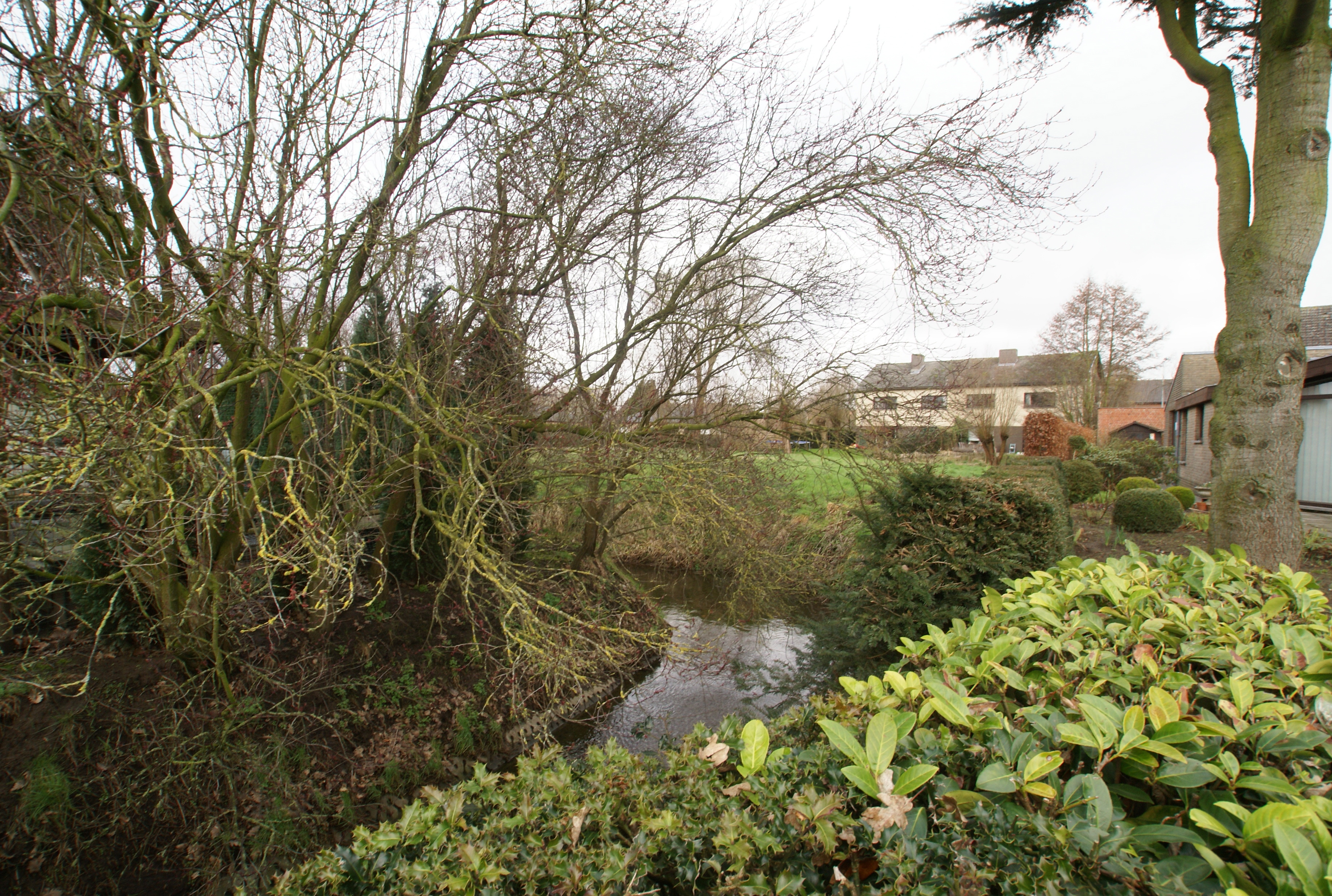
Un meandre tot just abans l'aiguabarreig amb el Sint-Trudoledeken

El nom significa riu del maresme. En certes mapes el Meersbeek i el Bergbeek s'indiquen ambdós amb el nom de Sint-Trudoledeken, però localment i a altres mapes Sint-Trudoledeken només s'utilitza per a indicar la part des de la confluència. El Meersbeek desguassa una part del pòlders de Damme.

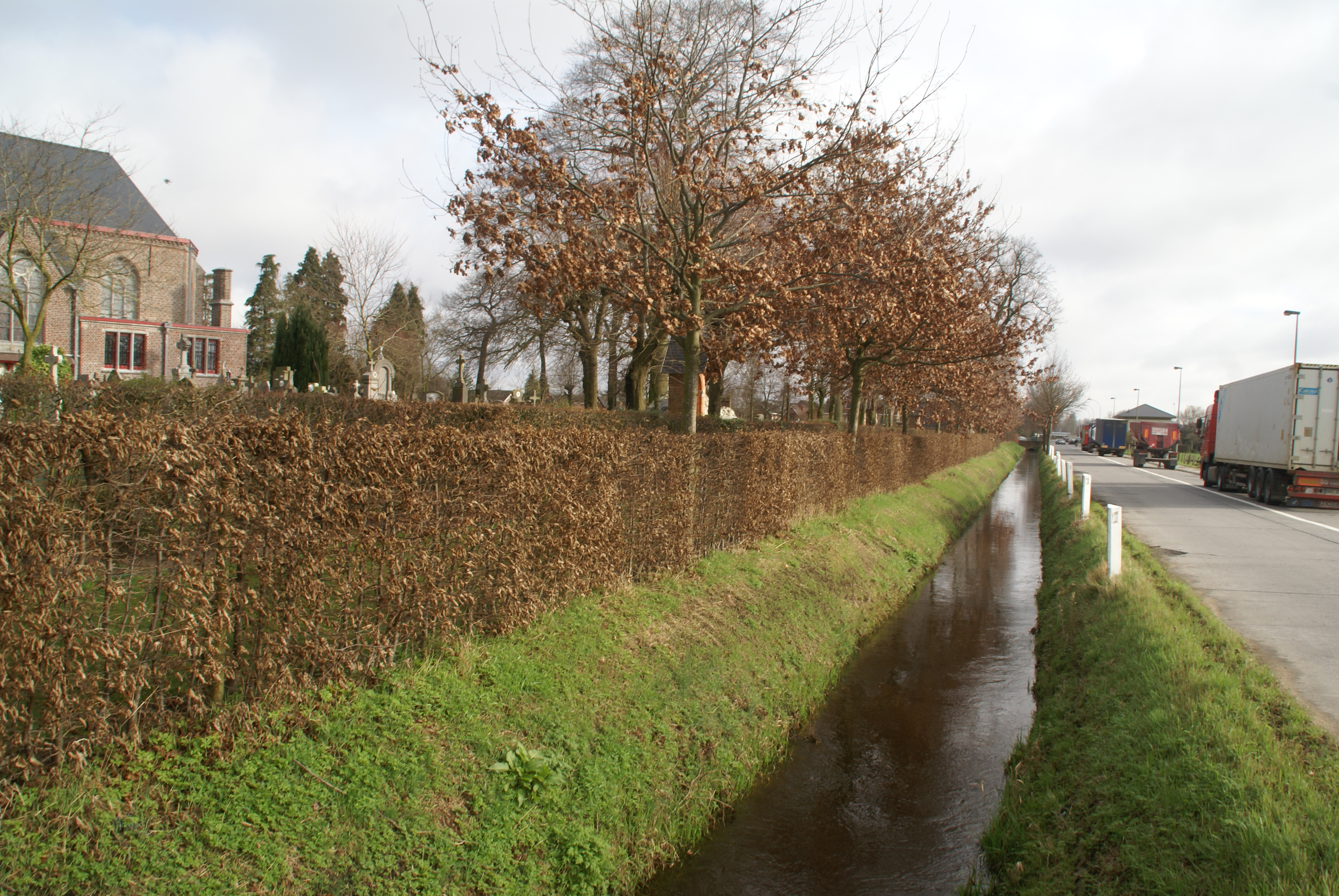
El Meersbeek al costat del cementiri d'Assebroek

El seu nom Meersbeek significa riu dels prats molls, com que desguassa la reserva natural de les Assebroekse Meersen, Waterloop significa curs d'aigua i Dorpsbeek riu del poble.